# Vladimir Rokhline
Pour les articles homonymes, voir Rokhline.
Vladimir Rokhline Jr. (né en 1952) est un mathématicien russo-américain,, professeur d'informatique et de mathématiques à l'Université Yale. Il est le co-inventeur avec Leslie Greengard de la méthode multipolaire rapide (FMM) en 1985, reconnue comme l'un des dix meilleurs algorithmes du 20e siècle,,.
En 2008, Rokhline est élu membre de l'Académie nationale d'ingénierie des États-Unis pour le développement d'algorithmes multipolaires rapides et leur application à la diffusion électromagnétique et acoustique.

## Biographie
Vladimir Rokhline Jr. est né le 4 août 1952 à Voronej, en URSS (aujourd'hui Russie). En 1973, il obtient une maîtrise en mathématiques de l'Université de Vilnius en Lituanie et en 1983 un doctorat en mathématiques appliquées de l'Université Rice située à Houston, Texas, États-Unis. En 1985, Rokhlin commence à travailler à l'Université Yale, située à New Haven, dans le Connecticut, aux États-Unis, où il est aujourd'hui professeur d'informatique et de mathématiques,.
Il est le fils du mathématicien soviétique Vladimir Abramovich Rokhline.

## Récompenses et honneurs
Rokhline est lauréat de plusieurs prix et distinctions, notamment :
- le prix Leroy P. Steele pour contribution fondamentale à la recherche de l'American Mathematical Society en 2001 (avec Leslie Greengard), pour leur article décrivant un nouvel algorithme : la méthode multipolaire rapide (FMM)[1].
- le « Prix des anciens élèves distingués de l'université Rice » en 2001[4],[8].
- élu membre de la National Academy of Engineering des États-Unis (2008)[9] et de la National Academy of Sciences des États-Unis (1999)[10].
- le membre honoraire de l'IEEE en 2006[11].
- élu membre de la Society for Industrial and Applied Mathematics en 2009 [12].
- la Conférence DiPerna 2011.
- le prix ICIAM Maxwell du Conseil international des mathématiques industrielles et appliquées en 2011 [2].
- Le prix William Benter de mathématiques appliquées du Centre Liu Bie Ju pour les sciences mathématiques en 2014.
- Fellow de l'Académie américaine des arts et des sciences, 2016.

En 1994 il est conférencier invité au Congrès international des mathématiciens à Zürich, avec une conférence intitulée « Analysis based fast numerical algorithms of applied mathematics ».

## Publications
- avec Leslie Greengard A fast algorithm for particle simulations. In: Journal of computational physics. vol. 73 (1987), tome 1, p. 325–348,  (ISSN 0021-9991).